# Trigonocidaris albidioides
Trigonocidaris albidioides is een zee-egel uit de familie Trigonocidaridae.
De wetenschappelijke naam van de soort werd in 1907 gepubliceerd door Alexander Agassiz & Hubert Lyman Clark.